# رزهارتی
رزهارتی (به انگلیسی: Rosehearty) یک شهرک در اسکاتلند است که در آبردین‌شایر واقع شده است.